# 최재우
최재우(崔載遇, 1994년 2월 27일~)은 대한민국의 프리스타일 스키 선수로 주 종목은 모굴이다. 2009년부터 2018년까지 국가대표로 활동했으며 카자흐스탄에서 열린 2011년 동계 아시안 게임에서 모굴, 듀얼 모굴 모두 4위를 기록했으며, 2012 세계 주니어 선수권 대회에서 동메달을 획득하고 2013년 세계 선수권 대회에서 5위를 기록하였다. 이후 올림픽에 두 번 참가하였으며(2014, 2018), 2017년 아시안 게임에서는 은메달을 획득했다.

## 경력
7세 때부터 스키를 타기 시작했으며, 2004년에 모굴 스키에 입문하였다. 서울유현초등학교 5학년에 재학 중이던 2006년에 캐나다 블랙콤에서 열린 스피릿 시리즈 하프파이프 경기와 슬로프스타일 경기에서 1위를 했고, 같은 해에 실버스타 스키장에서 열린 대회에서도 모굴 1위, 듀얼 모굴 2위를 기록했다. 2007년에 캐나다 사이프러스에서 열린 브리티시컬럼비아 주 청소년 모굴 대회에 참가하여 우승하였으며, 2009년 1월 31일에 대한민국 대표로 발탁되어 일본 이나와시로에서 열린 FIS 레이스에 참가하여 모굴 경기에서 46위를 기록하였다. 2월에도 이나와시로에서 열린 FIS 레이스에 참가하여 모굴 부문 20위를 기록했다. 같은 해 3월에는 이나와시로에서 열린 세계 프리스타일 스키 선수권 대회에 대한민국 국가대표로 참가하여 모굴 부문에서 26위, 듀얼 모굴 부문에서 22위를 기록하였다. 그 해 8월에는 오스트레일리아 뉴사우스웨일스주에 위치한 페리셔 스키 리조트에서 열린 오스트레일리아-뉴질랜드 컵에 참가하여 21일에 진행된 모굴 경기에서는 35위, 다음 날에 열린 경기에서는 13위에 올랐다.  
이듬 해인 2010년 1월에는 캐나다 캘거리에서 열린 생애 첫 월드컵에 참가하여 모굴 경기에서 38위를 기록하였다. 이후 12월에 캐나다 퀘벡 주의 발생콤 리조트에서 열린 FIS 레이스에서 캐나다의 마르크앙투안 가뇽의 뒤를 이어 2위를 기록하였다. 2011년에는 카자흐스탄의 아스타나와 알마티에서 열린 아시안 게임에 대한민국 국가대표로 발탁되어 모굴 부문과 듀얼 모굴 부문에 출전했다. 모굴 부문에서는 카자흐스탄의 드미트리 레이헤르트와 일본의 우에노 오사무, 카자흐스탄의 드미트리 바르마쇼프의 뒤를 이어 4위를 기록했다. 듀얼 모굴 종목에서도 카자흐스탄의 바르마쇼프와 일본의 우에노, 쓰키타 유고의 뒤를 이어 4위를 기록했다. 이후 2012년에 캘거리, 나에바 등지에서 열린 월드컵에 참가하였고 같은 해에 이탈리아 롬바르디아주의 손드리오의 마을 발말렌코에서 열린 세계 주니어 선수권 대회에 참가하여 미국의 브래들리 윌슨, 스웨덴의 루드비그 피엘스트룀의 뒤를 이어 3위로 동메달을 획득했다. 이 대회의 듀얼 모굴 종목은 11위를 기록했다. 그 해 8월 16일에는 페리셔 스키 리조트에서 열린 오스트레일리아-뉴질랜드 컵에서 우승을 차지하였으며, 이듬 해인 2013년에는 노르웨이 보스에서 열린 세계 선수권 대회에 대한민국 국가대표로 참가하여 모굴 경기에서 450.00점을 획득하여 캐나다의 미카엘 킹즈버리, 알렉상드르 빌로도, 미국의 패트릭 데닌, 오스트레일리아의 맷 그레이엄의 뒤를 이어 5위에 올라 주목을 받았으며, 듀얼 모굴 종목에서는 14위를 기록하였다. 이후 발말렌코에서 열린 세계 주니어 선수권 대회에서는 모굴 부문 29위, 듀얼 모굴 부문 5위를 기록했다. 
2014년에는 캐나다 캘거리에서 열린 월드컵에서 8위에 올랐으며 러시아 소치에서 열린 2014년 동계 올림픽에 대한민국 국가대표로 발탁되었다. 같은 해 2월 10일에는 소치 올림픽 프리스타일 스키 모굴 부문에 출전하여 대한민국 선수 최초로 올림픽 결승에 올랐다. 이후 결승 2차전에서 첫 번째 공중 회전을 하고 착지한 뒤 내려오는 과정에서 균형을 잃고 코스에서 이탈하여 실격 처리되었다. 
선수생활 중 모두 57회의 월드컵 경기에 출전하였으나 포디움에 오르지는 못했다. 총 네번 4위를 기록했다. 
2018년 3월 12일 일본 아키타현 센보쿠시의 다자와호에서 열린 FIS 월드컵 참가 도중 동료 선수 김지헌과 함께 음주를 하고 동료 여자 선수들에게 음주 강요를 하였고, 이 과정에서 추행 및 폭행을 한 것이 발각되어 대한스키협회로부터 영구제명되었다.